# 哈那汗 (南卡罗来纳州)
哈那汗（英文：Hanahan），是美国南卡罗来纳州下属的一座城市。城市类型是“City”。其面积大约为11.51平方英里（29.81平方公里）。根据2010年美国人口普查，该市有人口17,997人，人口密度约为每平方 英里1,563.60人（约合每平方公里603.73人）。